# Sublimación de espacio cerrado

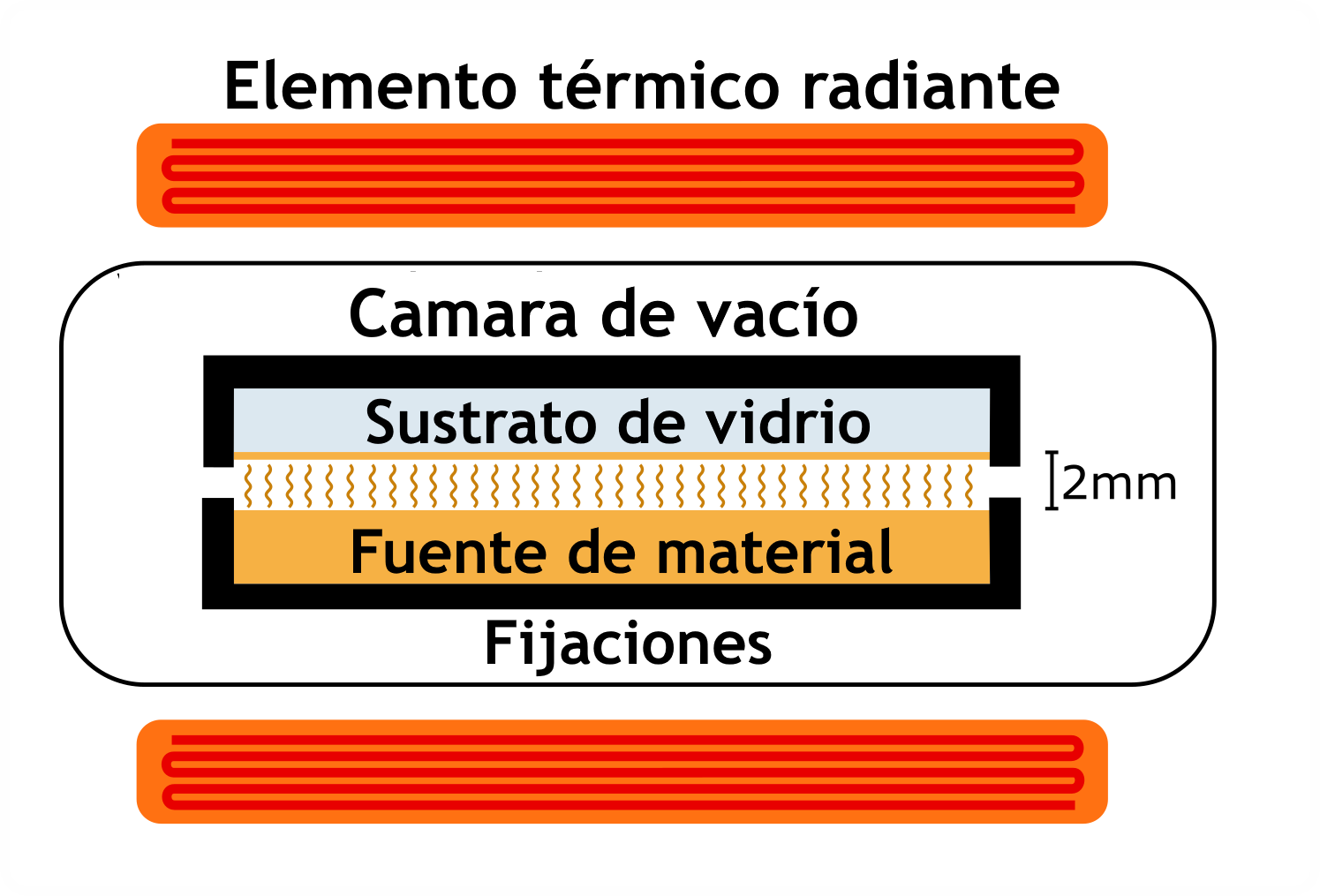
Diagrama que muestra el principio de funcionamiento de la CSS.

La sublimación en espacio cerrado (con acrónimo inglés CSS) es un método para producir películas primarias, especialmente fotovoltaicas de teluro de cadmio, y también se utiliza con otros materiales como el triselenuro de antimonio. 
Se trata de un tipo de deposición física de vapor sobre el sustrato a recuperar y el material de origen permanece inalterable a lo largo del proceso. Ambos se colocan en una cámara de vacío. A continuación, se calientan la fuente y el sustrato. La fuente se calienta a una fracción de su temperatura de fusión y el sustrato a una temperatura menor, por ejemplo, 640 °C y 600 °C, respectivamente. Esto provoca la sublimación de la fuente, lo que permite que los vapores recorran una corta distancia hasta el sustrato, donde se condensan y producen una fina película. Esta difusión de trayecto corto es similar en principio a la destilación de trayecto corto. En comparación con otras técnicas, es un proceso relevantemente insensible, y tarda tan sólo 15 minutos en realizar un ciclo completo, lo que la convierte en una técnica muy viable para la fabricación a gran escala.